# Fête nationale suédoise
La fête nationale suédoise (Sveriges nationaldag) anciennement appelée jour du drapeau suédois (Svenska flaggans dag) est la fête nationale de la Suède, qui a lieu le 6 juin. 
Elle fête principalement l'élection de Gustave Ier Vasa comme roi en 1523, ce qui marque la fin de l'union de Kalmar et est considérée comme le début de la Suède moderne. Le 6 juin est aussi la date où en 1809, une partie du pouvoir royal fut transférée au parlement. Cette date est fêtée depuis 1916 en tant que jour du drapeau suédois puis, depuis 1983 en tant que fête nationale. La date est fériée depuis 2005 (et en échange le lundi de pentecôte est travaillé).